# Aleksandr Karamán
Aleksandr Akimovich Karaman (en ruso: Алекса́ндр Аки́мович Карама́н; en rumano: Alexandru Caraman; nacido el 26 de julio de 1956) es un político moldavo. 
Fue vicepresidente de Transnistria entre 1990 y 2001. Años después, fue Ministro de Relaciones Exteriores de la República Popular de Donetsk en agosto de 2014. 

## Biografía
Nació el 26 de julio de 1956, en el pueblo de Cioburciu, RSS de Moldavia, en el seno de una familia de maestros. 
Fue líder del partido comunista en el distrito de Slobozia y delegado en el XVII Congreso del Partido Comunista de la Unión Soviética. Estaba en contra de la aceptación por parte del Partido Comunista de la libertad de prensa y criticó la tolerancia que mostró el Partido Comunista hacia las publicaciones anticomunistas. Caraman jugó un papel decisivo en la declaración de independencia de Transnistria el 2 de septiembre de 1990 y ocupó la vicepresidencia del país hasta el año 2001.
Del 21 de julio al 12 de noviembre de 2014, fue vicepresidente del Consejo de Ministros de Asuntos Sociales de la República Popular de Donetsk. Del 15 al 28 de agosto de 2014, fue Ministro de Relaciones Exteriores de la República Popular de Donetsk.
En verano del 2016, el fiscal de la República Popular de Donetsk acusó a Karamán de cometer secuestro. En consecuencia, huyó a Rusia.

## Sanciones
Debido a su participación en socavar la integridad territorial de Ucrania, está bajo sanciones desde 2014 en los Estados Unidos, la Unión Europea, Canadá, Australia y Suiza.